# Zaireichthys wamiensis
Zaireichthys wamiensis е вид лъчеперка от семейство Amphiliidae. Видът е световно застрашен, със статут Уязвим.

## Разпространение
Разпространен е в Танзания.